# Antonella Beccaria
Antonella Beccaria (Voghera, 16 gennaio 1973) è una giornalista, scrittrice, autrice televisiva e audiodocumentarista italiana.

## Biografia
Ha lavorato a produzioni per Rai 1, Rai 3, Rai Radio 3, Sky e Crime+Investigation. Insegna tecniche di scrittura di non fiction presso la Fondazione Bottega Finzioni e l'Università di Bologna.

## Pubblicazioni
- Operazione Bologna. 1975-1980: l'inarrestabile onda della strategia della tensione, scritto con Cinzia Venturoli, Castelvecchi, 2024, ISBN 9791256141586.
- Golpe di Stato – Neofascisti, servizi segreti, P2: tutti gli attacchi a una Repubblica incompiuta, Paper First, 2024, ISBN 9791255430032.
- “Non tutte le parole sono importanti”. Sulla saggistica del Fondo Bernardi, saggio contenuto nel volume Un lampo obliquo – Luigi Bernardi, i suoi libri e il suo immaginario, Biblioteca Umanistica Ezio Raimondi, a cura di Alberto Sebastiani e Filippo Milani, ISBN  9788854971042.
- I soldi della P2 – Sequestri, casinò, mafie e neofascismo: la lunga scia che porta a Gelli, scritto con Fabio Repici e Mario Vaudano, Paper First, 2021, ISBN  9788831431286.
- Dossier Bologna – 2 agosto 1980: i mandanti della strage, Paper First, 2020, ISBN  9788831431125.
- Piazza Fontana – I colpevoli, Paper First, 2019, ISBN  9788831431026.
- Il boss – Luciano Liggio: da Corleone a Milano, una storia di mafia e complicità, scritto con Giuliano Turone, ed. Castelvecchi, 2018, ISBN  9788832822151.
- Onesti e disonesti – Le due Italie che si combattono, ed. Castelvecchi, 2018, ISBN  9788832822588.
- La Repubblica delle Stragi, a cura di Salvatore Borsellino, scritto con Federica Fabbretti, Giuseppe Lo Bianco, Nunzia Mormile, Stefano Mormile, Fabio Repici e Giovanni Spinosa, Paper First, 2018, ISBN  9788899784492.
- I segreti della massoneria in Italia. Dalla prima Gran Loggia alla P2: inchiesta sull’organizzazione occulta più potente della storia occidentale, Newton Compton Editori, 2017, ISBN  9788822725837.
- Morire al Cairo: i misteri dell'uccisione di Giulio Regeni, scritto con Gigi Marcucci, Roma, ed. Castelvecchi, 2016, ISBN 9788869446528.
- Alto tradimento: la guerra segreta agli Italiani da piazza Fontana alla strage della stazione di Bologna, ed. Castelvecchi, 2016, ISBN 9788869446535.
- Italia: la fabbrica degli scandali: un libro scioccante e avvincente sul lato oscuro del Belpaese, scritto con Gigi Marcucci, Roma, Newton Compton Editori, 2014, ISBN 9788854168985.
- Storia delle spie: dalla Guerra Fredda al Datagate, di Paul Simpson e Antonella Beccaria, Bologna. ed. Odoya, 2014, ISBN 9788862882248.
- Il faccendiere, Milano, ed. Il saggiatore, 2013, ISBN 9788842818984.
- I segreti della massoneria in Italia, Roma, Newton Compton Editori, 2013, ISBN 9788854158047.
- Giochi non proibiti, di Antonella Beccaria e Emiliano Liuzzi, Reggio Emilia, ed. Imprimatur, 2012, ISBN 9788897949466.
- Anonymous. Noi siamo legione, Aliberti Editore, 2012, ISBN 9788874249282.
- Divo Giulio. Andreotti e sessant'anni di storia del potere in Italia, Roma, ed. Nutrimenti, 2012, ISBN 9788865941010.
- Piccone di stato. Francesco Cossiga e i segreti della Repubblica, ed. Nutrimenti, 2010, ISBN 9788895842981
- Schegge contro la democrazia. 2 agosto 1980: le ragioni di una strage nei più recenti atti giudiziari, Editrice Socialmente, 2010, ISBN 9788895265407.
- E rimasero impuniti. Dal delitto Calvi ai nodi irrisolti di due repubbliche, Editrice Socialmente, 2010, ISBN 9788895265377.
- Attentato imminente. Pasquale Juliano, il poliziotto che nel 1969 tentò di bloccare la cellula neofascista veneta, ed. Nuovi Equilibri, 2009, ISBN 9788862221061.
- Il programma di Licio Gelli. Una profezia avverata?, Editrice Socialmente, 2009, ISBN 9788895265216.
- Pentiti di niente. Il sequestro Saronio, la banda Fioroni e le menzogne di un presunto collaboratore di giustizia, prefazione di Valerio Evangelisti, ed. Nuovi Equilibri, 2008, ISBN 9788862220491.
- Uno bianca e trame nere. Cronaca di un periodo di terrore, ed. Nuovi Equilibrii, 2007, ISBN 9788862220064.
- Bambini di Satana. Processo al diavolo: i reati mai commessi di Marco Dimitri, ed. Nuovi Equilibri 2006, ISBN 9788872269299.
- Noscopyright, Viterbo, ed. Nuovi Equilibri, 2004, ISBN 9788872268063.[1]

## Audiodocumentari
- Un giorno nella storia – 2 agosto 1980 (Rai Radio 3, 2018): autrice e voce narrante.
- Tentacoli – Luciano Liggio. Da Corleone a Milano la mafia infiltrata (Fondazione Bottega Finzioni – ETS, 2019): ideazione e regia.
- Oltre la morte – Nino Agostino e Ida Castelluccio, un delitto fra mafia e Stato (Antimafia Duemila, 2019): ideazione, realizzazione e voce narrante (audiodoc finalista ai Dig Awards – Sezione audio, 2020).
- Depistaggi – Da Piazza Fontana alla stazione di Bologna (Fondazione Bottega Finzioni – ETS, 2020): ideazione e regia.

## Documentari
- Guadi sul ponte (2004), regia di Filippo Tognazzo: autrice e assistente alla regia.
- Voci in nero (2012), regia di Riccardo Marchesini: autrice.
- 2 agosto 1980, un giorno nella vita (2020), regia di Alessandro Nidi: consulenza storica.
- Italicus. La verità negata (2022), regia di Enza Negroni: soggetto e consulenza storica.
- Prima della fine - Gli ultimi giorni di Enrico Berlinguer (2024), regia di Samuele Rossi: ricerca delle fonti e consulenza storica.

## Trasmissioni televisive
- Lucarelli Racconta, Rai 3 (2010), con Carlo Lucarelli: inchieste e dossier.
- La tredicesima ora, Rai 3 (2014), con Carlo Lucarelli: inchieste e dossier.
- Le muse inquietanti, Sky Arte HD (2014), con Carlo Lucarelli: consulenza e revisione copioni.
- Profondo Nero, Crime+Investigation, A+E Networks Italia (2015-2017), con Carlo Lucarelli: inchieste e dossier.
- Insider - Faccia a faccia con il crimine, Rai 3 (2024), con Roberto Saviano: autrice televisiva.